# Modernista
Modernista Group är en svensk förlagsgrupp med huvudkontor i Stockholm, grundad 2002 av Pietro Maglio, verkställande direktör, och Lars Sundh, creative director. Gruppen omfattar, utöver Modernista, även syskonförlagen Nirstedt/litteratur, Mima Förlag och LB Förlag, liksom skivbolaget Dream On. Kristofer Andersson är verksamhetens operativa chef. 
Förlaget har en bred utgivningsprofil som omfattar skönlitteratur, klassiker, fackböcker, barn- och ungdomsböcker samt poesi.

## Utgivning
Modernista Group ger ut cirka 1000 unika ISBN om året. Den svenska utgivningen inkluderar författare som Lyra Ekström Lindbäck, Sara Strömberg, Elis Monteverde Burrau, Linda Boström Knausgård och Anna Kuru.
Bland de internationella författare Modernista gett ut finns Paula Hawkins, Don DeLillo, Ngũgĩ wa Thiong'o, Veronica Roth, Simone de Beauvoir, Virginia Woolf, Shirley Jackson, Vladimir Nabokov, Caleb Azumah Nelson, Jane Austen, Ali Hazelwood, Samuel Beckett, Julio Cortázar, Stefan Zweig och Louise Penny.

## Underetiketter
Modernista Group omfattar flera syskonbolag, bland andra:
- Nirstedt/litteratur – samtida avanceradlitteratur.
- Mima Förlag – bred underhållning och fakta
- LB Förlag – samtida kommersiell litteratur
- Dream On – samtida svensk musikutgivning

## Kritik
Modernista kritiserades under 2010-talet av andra aktörer i bokbranschen för sin hantering av översättningsrättigheter. År 2022 gick Sveriges Författarförbund ut med en varning till sina medlemmar angående samarbeten med förlaget.
I april 2024 meddelade Författarförbundet att varningen mot Modernista tagits bort för författare, men kvarstod för översättare. I maj 2025 togs även varningen för översättare bort.